# دردار متفرق
دردار متفرق (الاسم العلمي:Ulmus sparsa) هو نوع نباتي يتبع جنس الدردار من فصيلة الدردارية.